# Мала Брусна
Мала Брусна, Бруска — річка в Росії у Суземському районі Брянської області. Права притока Улички (басейн Дніпра).

## Опис
Довжина річки приблизно 2,8 км.

## Розташування
Бере початок у Новому Селі (Суземський район). Тече переважно на південний захід через село Уліцу і на північному заході від Винторівки впадає у річку Уличку, праву притоку Знобівки.